# 阿比留文字
阿比留文字（あひるもじ）は、神代文字の一種である。

## 概要
対馬国の卜部氏・阿比留氏に伝わったといわれる文字で、阿比留家の文書に阿比留草文字や対馬文字と共に書かれている。江戸時代の国学者である平田篤胤が『神字日文伝』で「阿比留文字」として紹介し「日文四十七音」とも呼んだ。
阿比留文字は、漢字でいうと右側の旁にあたる部分に母音が、左側の偏にあたる部分に子音を配置し、子音と母音を組み合わせることで、日本のかな五十音表に対応できる形をとっている。
また、平田篤胤が『神字日文伝上』で『釈日本紀』に述べられていた「肥人之字」であると書いたのは、篤胤が阿比留文字の草書体と考えていた「阿比留草文字」である。篤胤は「阿比留草文字」は「阿比留文字」の草書体であるとしていたが、現在は一般的に別の文字であるとされる。

## ハングルとの比較
阿比留文字と、朝鮮半島で使われるハングルは形が似ており、日本と朝鮮半島には交流があった事から、訓民正音の公布（1446年）の影響を受けて創作された可能性が指摘されている。
国学者伴信友の『仮字本末』や、国語学者の山田孝雄の『所謂神代文字の論』においてハングルとの類似が指摘された。
日本語のエ段音を表すために朝鮮語で /ɔ/（現代の発音では[ɔ]）を表す字母（ㅓ）が使用されていたり、ラ行を表すために朝鮮語で /d/ を表す字母（ㄷ）を左右反転させた形が（あるいは朝鮮語で /r/ を表す字母（ㄹ）の上半分の形ともいえる）使われている。但しハングルと違い、母音字母は必ず子音字母の右に置かれる（全て下に置くものもある。竹内文書では縦文字をアメコアヒルモジという）。またハングルではヤ行 /j/ を表す子音字母はなく、/ja/、/ju/、/jo/ 全体を母音字母として表記するが、阿比留文字ではヤ行を表す子音字母が存在する。またヂ・ヅはダ・デ・ドと同様、朝鮮語で/d/を表す字母（ㄷ）で綴られている。
ここからハングルの基になったという主張もされている。

## 用途
阿比留文字による銘文が刻まれた石碑が宮崎県の円野神社、群馬県前橋市の三夜沢赤城神社にあり、また長野県安曇野市の道祖神にも刻まれている（本村の神代文字碑）。
徳島県阿波市阿波町にある岩津橋の東のたもとに阿比留文字で彫られた「鯰の歌碑」がある。碑には阿波町教育委員会の解説が設置されており、読み方は上段「スキノヲノミヤノミマヘニ　ナマツノウタヨミテシロイ　シニヱラシテタテマツレル」下段「ナミノマニイテテミエナム　ツヌサハフイハツノフチノ　ソコノナマツハ」となっている。下段の最後には他の字と異なり完全に彫り込まれていない字で「イワクモノハナカ」とある。

阿波市の観光協会によれば、「郷土の先哲、忠君愛国の歌人岩雲花香翁が孝明天皇（1831-1866）に拝謁後、全国遊説中記念に自作自筆で詩を彫刻させ、この地に建立しました。岩津の淵の主であると言われる大鯰にたとえて『日頃は目立つことなくとも一朝事あるときは社会に貢献できる人間になってほしい』」となっている。阿比留文字で詩が彫られてかなりの量のテクストとなっているのは珍しい。

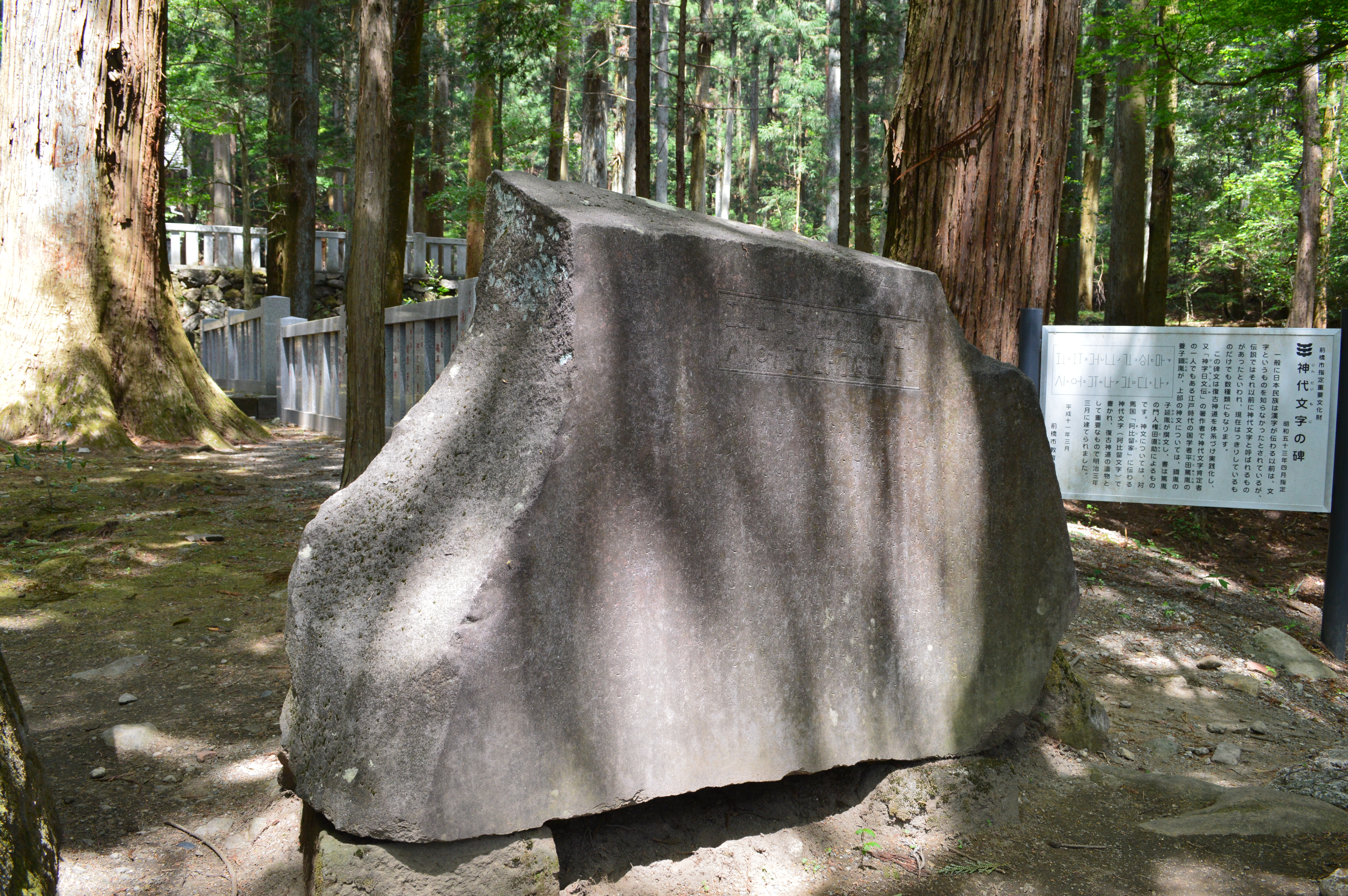
赤城神社境内神代文字の碑（群馬県前橋市）
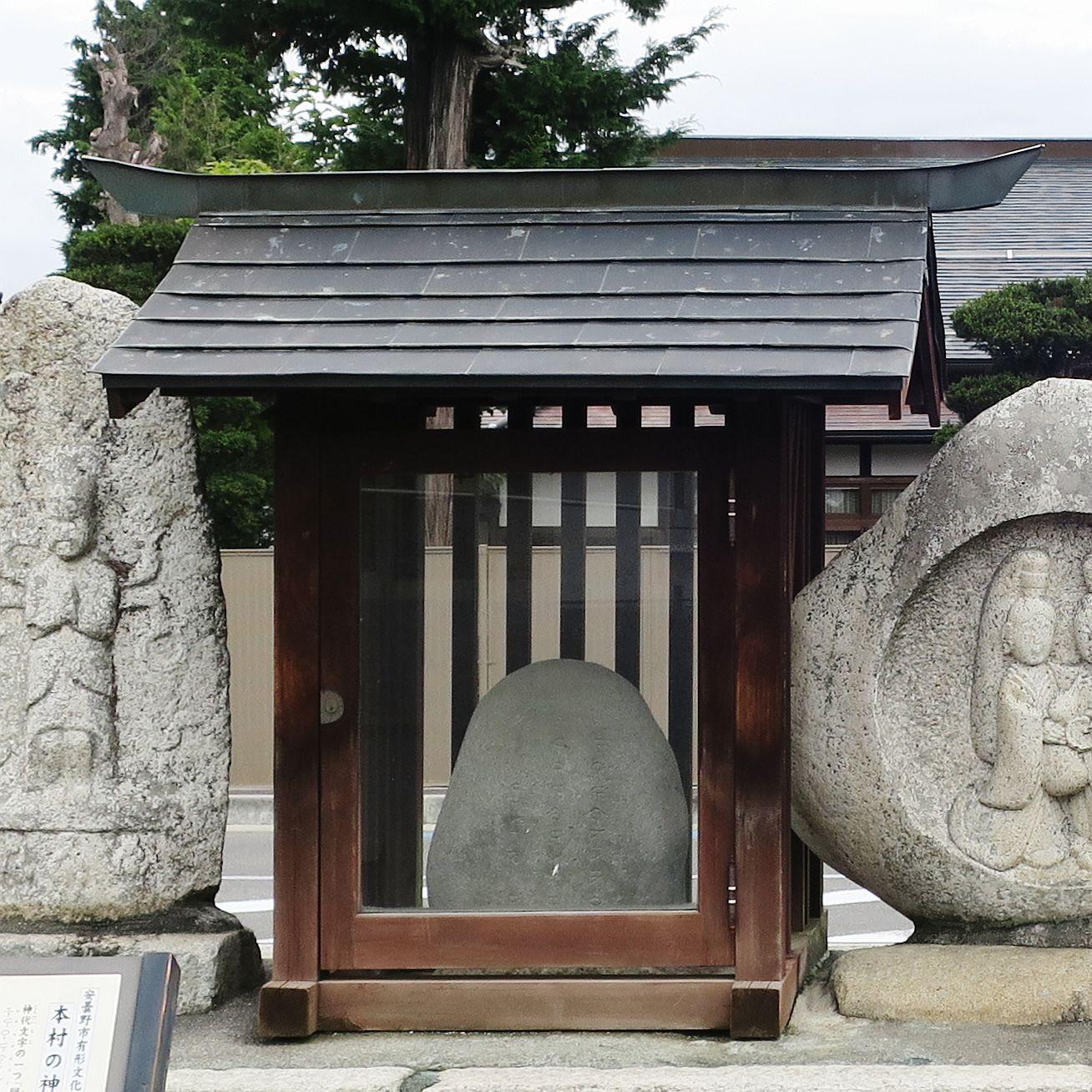
本村の神代文字碑（長野県安曇野市）
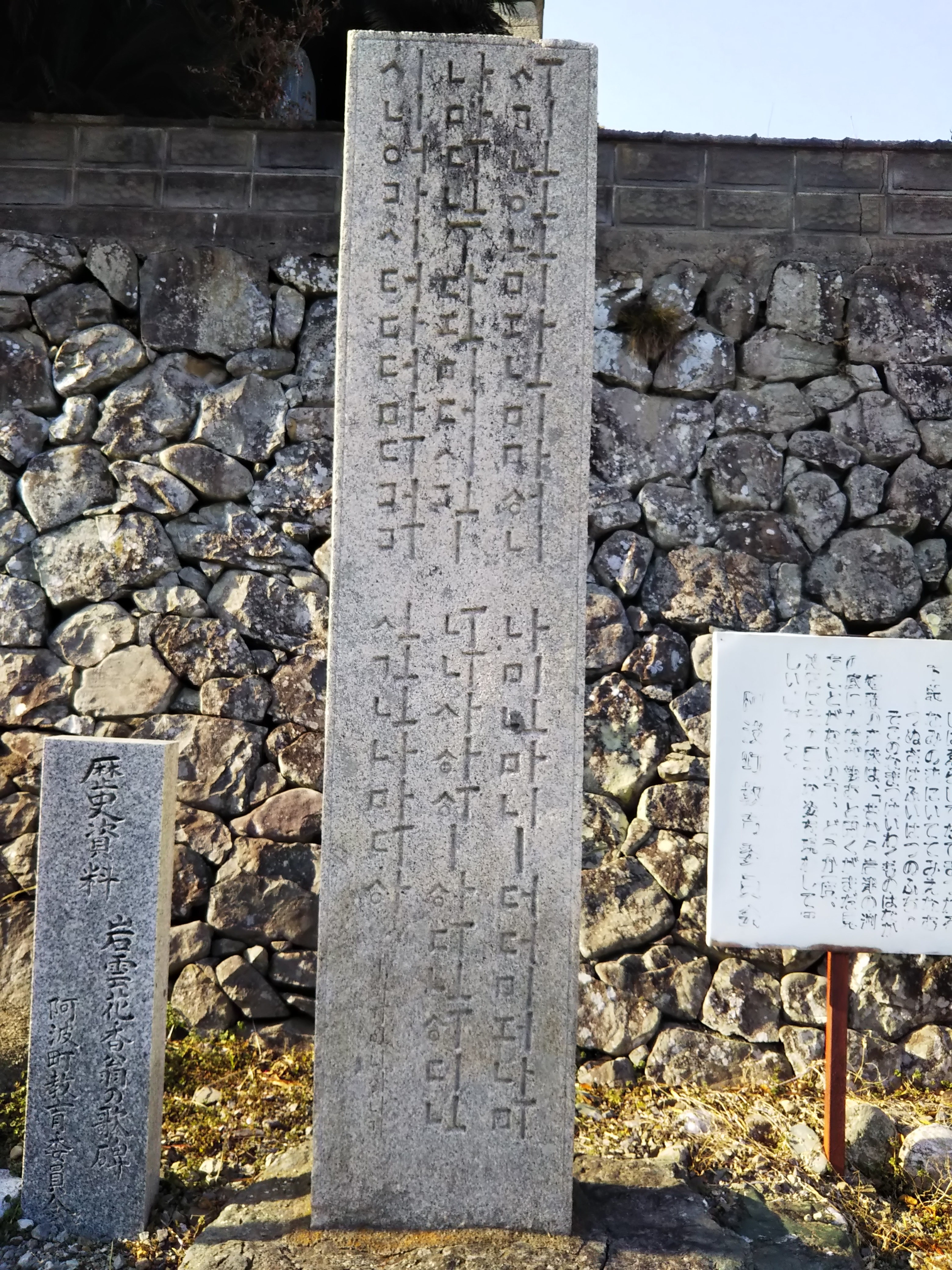
鯰の歌碑(徳島県阿波市阿波町)
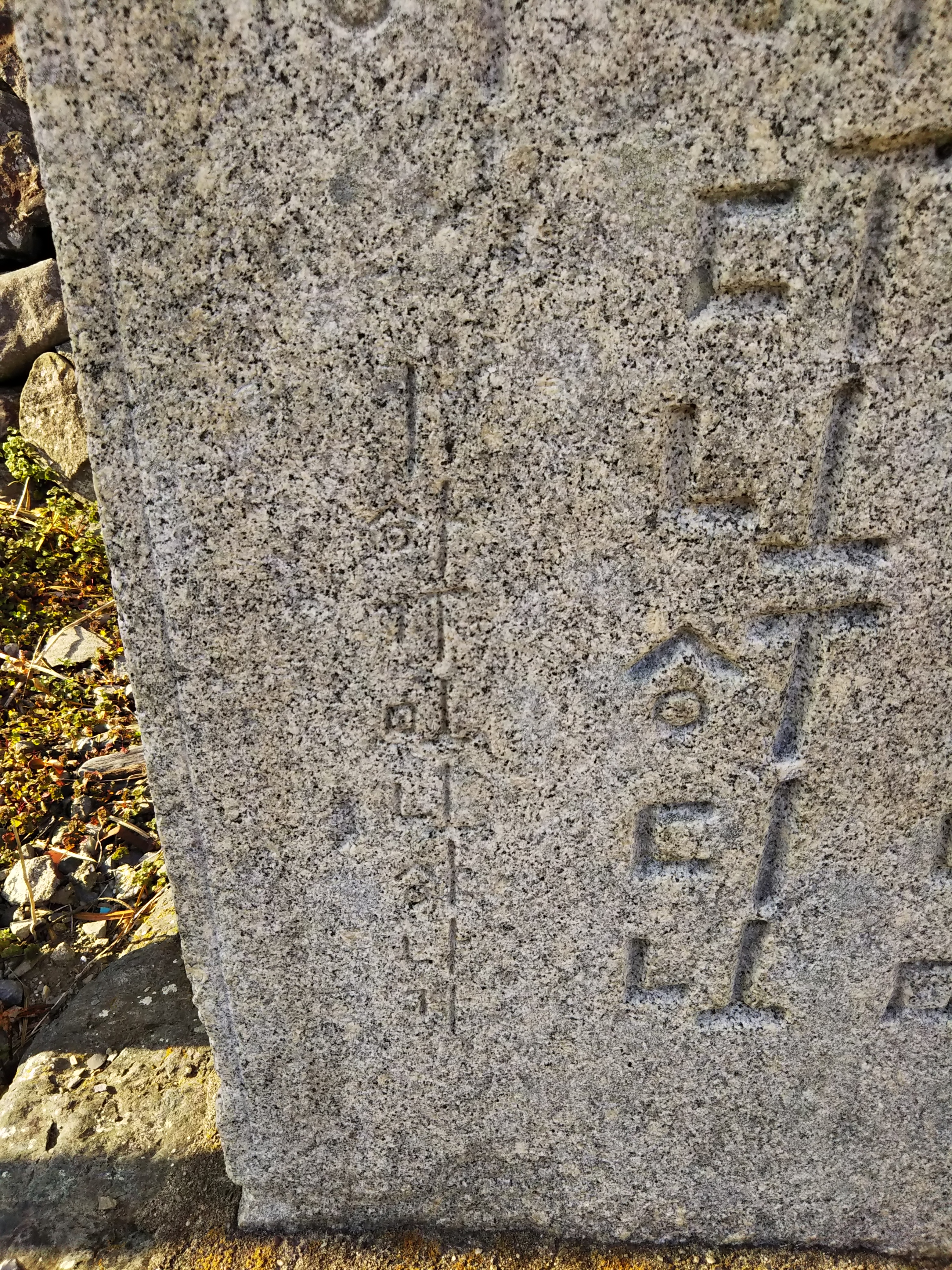
鯰の歌碑の末尾
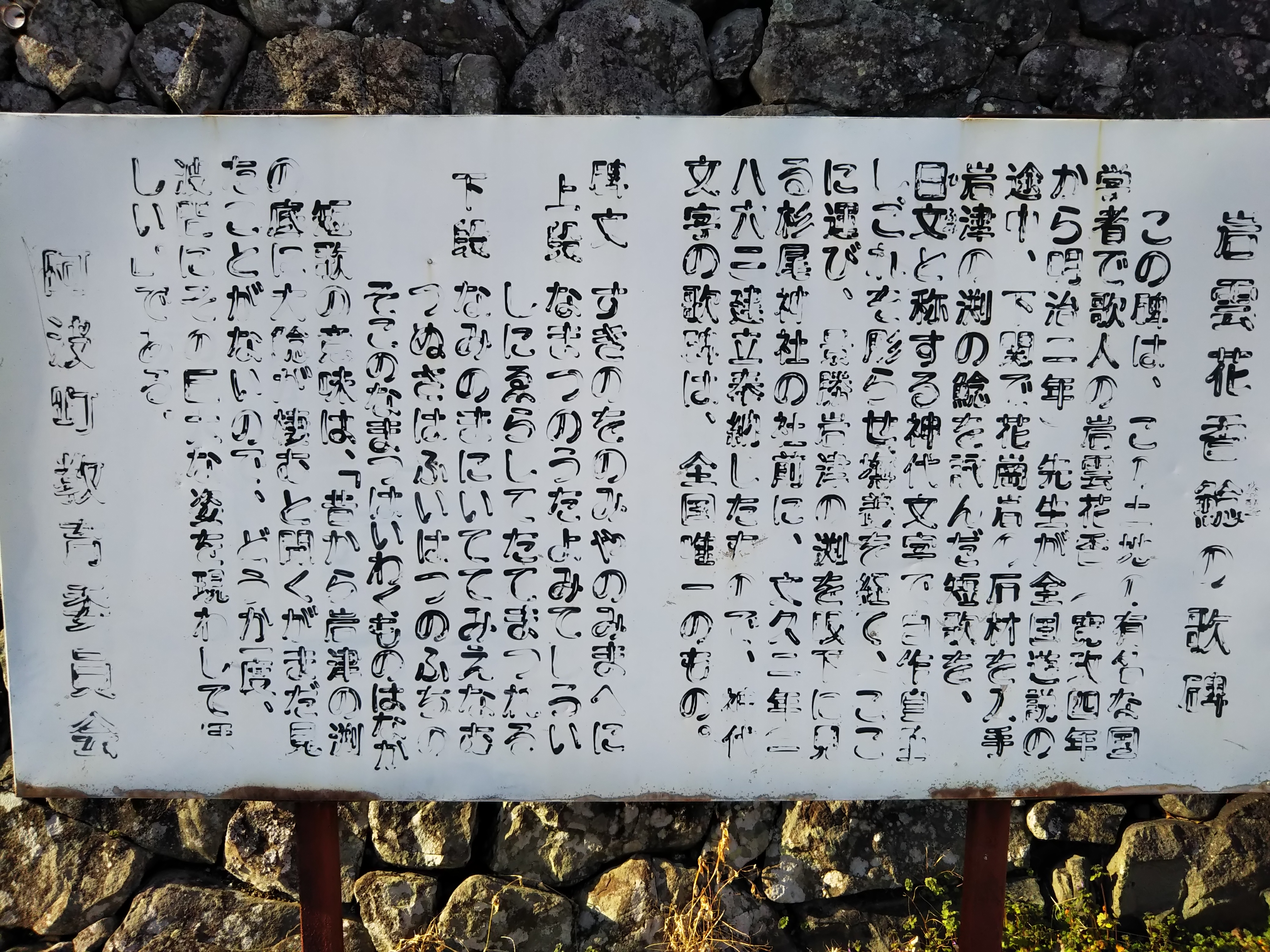
阿波町教育委員会設置の解説